# 弗拉基米尔·马克伊
弗拉基米尔·弗拉基米罗维奇·马克伊（羅馬化：Uladzimir Uladzimiravič Makiej；1958年8月5日—2022年11月26日），白俄羅斯政治人物。

## 生平
马克伊在1980年畢業於明斯克國立外國語學院。1980年進入蘇聯軍隊服役，蘇聯解體後繼續在白俄羅斯武裝部隊服役，至1992年以預備役上校軍階退役。1992年至1993年就讀於奧地利外交部外交學院。1993年至2000年，在外交部門歷任資訊與人道主義合作司三秘、分析預報司二秘、外交部秘書處二秘、外交部國家禮賓處副處長、駐歐洲委員會代表、駐法國大使館參贊、外交部歐洲合作司司長等職。2000年至2008年，任白俄羅斯總統助理。2008年至2012年，任總統辦公廳主任。2012年8月20日起，擔任外交部長。
在外交部長任內，马克伊致力於與西方國家之間建立聯繫，白俄羅斯與歐盟關係開始解凍。然而在2020年白俄羅斯示威發生以後，他越來越疏離西方。他堅持維護盧卡申科政權，指責西方試圖將白俄羅斯變成第二個烏克蘭。
2020年白俄羅斯示威期間，马克伊在一次會議上聲稱，任何對國家政策持異見的人都應該離開外交部。同時他也禁止手下人員參加示威，兩名僱員也因此被解僱。白俄羅斯前文化部長帕维尔·拉图什科指責马克伊的虛僞，聲稱马克伊在與歐美外交官建立關係時多次表達反俄觀點，而在2020年大選後突然轉向親俄。
2022年6月，马克伊受到加拿大制裁。

## 去世
2022年11月26日，马克伊突然因心肌梗塞去世。按照計劃，他本應於12月1日至2日參加在波蘭華沙舉行的歐洲安全與合作組織會議。同時，波蘭已拒絕讓俄羅斯外交部長谢尔盖·拉夫罗夫參加這次會議。瑞典前首相卡尔·比尔特指出，马克伊曾向其明確表達了防止讓白俄羅斯落入克里姆林宮控制之下的決心，並將莫斯科的政策描述為帝國主義。前英國駐白俄羅斯大使Nigel Gould-Davies對马克伊之死表示震驚，並認為「他突然而無法解釋的死亡背後可能有一些非常險惡的事情」。烏克蘭內務部長顧問安東·格拉先科則指出马克伊疑為中毒身亡，马克伊作為盧卡申科潛在的繼任者和為數不多不受俄羅斯影響的人物之一，他的死可能與盧卡申科有關。